# Çaldıran
Çaldıran (kurdisch Ebex) ist eine Stadtgemeinde (Belediye) im gleichnamigen Landkreis in der ostanatolischen Provinz Van und gleichzeitig eine Gemeinde der 2012 geschaffenen Büyükşehir belediyesi Van (Großstadtgemeinde/Metropolprovinz Van). Seit der Gebietsreform 2013 ist die Gemeinde flächen- und einwohnermäßig identisch mit dem Landkreis.
Çaldıran liegt im Nordosten der Provinz und grenzt im Norden an die Provinz Ağrı und im Osten an den Iran (Distrikt Tschaldiran). Die Gemeinde liegt an der D975, die Iğdır im Norden mit Hakkâri im Süden verbindet.
Die Region war lange zwischen den Osmanen und den Safawiden umkämpft und wechselte oft den Besitzer. Eine der Entscheidungsschlachten fand 1514 in der Çaldıran-Ebene statt (Schlacht bei Tschaldiran). Der genaue Ort ist nicht bekannt. Die moderne osmanische Armee besiegte die Safawiden und beendete deren Einflussnahme in Ostanatolien. Der endgültige Grenzverlauf wurde 1639 mit dem Vertrag von Qasr-e Schirin festgelegt. Im Ersten Weltkrieg wurde die Region von den Russen besetzt, die sich 1917 wieder zurückzogen. Mit dem Untergang des osmanischen Reiches wurde Çaldıran Teil der Republik Türkei.

## Geografie
Die Gemeinde ist gebirgig, während die Stadt in der Çaldıran-Ebene liegt. Im Norden gibt es Ausläufer des Tendürek Dağı. Andere hohe Berge sind der Bemraz Dağı (2690 m), Köse Dağı (2646 m), Miladirij Dağı (2611 m), Pireşit Dağı (3109 m), Kebir Dağı (2539 m), Elegan Dağı (2653 m), Aktaş Dağı (2844 m), Dumanlı Dağı (3061 m), Alikelle Dağı (2726 m), Boz Dağı (2593 m) und der Kaf Dağı (2464 m). An Gewässern gibt es den Hındırmenteş-See und den Fluss Bendimahi Çayı, der in den Vansee mündet.
Der Kreis war bis zu seiner Abspaltung und Gründung ein gleichnamiger Bucak im Kreis Muradiye. Er bestand aus der Belediye Çaldıran und 63 Dörfern (mit 49,1 % der Bevölkerung des Kreises Muradiye, Volkszählung 1985) und wurde durch das Gesetz Nr. 3392 vom 4. Juli 1987 selbständig.
Bis Ende 2012 bestand der Kreis neben der Kreisstadt (mit 6 Mahalle) aus 64 Dörfern (Köy). Durch die Verwaltungsreform von 2013 wurden diese Dörfer in Mahalle umgewandelt, so dass deren Zahl von 6 auf 70 stieg. Den Mahalle steht als höchster Beamter ein Muhtar vor, der direkt dem Oberbürgermeister (Büyükşehir Belediye Başkanı) unterstellt ist.
Durchschnittlich bewohnen 828 jeden Mahalle, Soğuksu ist mit 2.392 Einwohnern der bevölkerungsreichste (und war es auch schon als Köy). Seit 1987 hat Çaldıran den Status einer Gemeinde (Belediye).
Im Jahre 1990 wurde in Çaldıran mit −46,4 °C der absolute Kälterekord der Türkei gemessen.